# Schnitzel
L'schnitzel (en alemany pronunciat com [ˈʃnɪtsəl]) és el nom amb què es coneixen genèricament diferents preparacions de carn estovades amb un mall de carn (preparades com les escalopes), arrebossades amb farina de galeta i tot seguit fregides. Es tracta d'un plat originalment típic de Viena i, per tant, part de la cuina austríaca, on rep el nom de Wiener Schnitzel ("schnitzel vienès"). En la recepta tradicional vienesa s'acompanya amb una rodanxa de llimona o nabius roigs i també amb patates o amanida de patates i mantega. Tot i que el plat austríac original és fet de vedella, és habitual trobar-ne fets de porc.
Existeix debat sobre quin és l'origen de l'schnitzel. Molts asseguren que prové de Milà, de la cotoletta alla milanese, mentre que d'altres argumenten que va aparèixer ja a Viena entre els segles xv i xvi. Una de les hipòtesis defensa que va ser portat a Àustria durant la batalla de Viena, el 1683, per tropes poloneses i alemanyes. D'acord amb una altra hipòtesi, va ser introduït el 1857 pel mariscal Radetzky, que va viure gran part de la seva vida a Milà. Es té constància del terme Wiener Schnitzel almenys des del 1845.